# Nationales Konzept Sport und Sicherheit
Das Nationale Konzept Sport und Sicherheit (NKSS) ist ein 1993 in Kraft getretenes Konzept des Nationalen Ausschusses für Sport und Sicherheit (NASS). Dieser Ausschuss besteht aus der Ständigen Konferenz der Innenminister und -senatoren der Länder (kurz Innenministerkonferenz oder IMK), sowie allen Beteiligten zum gemeinsamen Handeln gegen Gewalt bei Fußballspielen. Es wird seitdem ständig fortgeschrieben und angepasst. Die aktuelle Version 2012 wurde am 28. Oktober 2011 verabschiedet.

## Entstehung
1979 wurde vom Bundesinnenministerium ein Gutachten zum Thema Sport und Gewalt in Auftrag gegeben, das 1982 veröffentlicht wurde. Verfasser des Gutachtens war der Soziologe Gunter A. Pilz, der bereits seit 1975 mit den Schwerpunkten Sport und Gewalt am Institut für Sportwissenschaft der Universität Hannover als Honorarprofessor arbeitet. Ziel des Gutachtens war ein zielgruppenorientierter Einsatz von Sozialarbeitern und ‐pädagogen zur Reduktion von Gewalthandlungen im Rahmen von Profifußballspielen. In der Folge des Gutachtens wurden in Bremen, Hamburg, Hannover, Frankfurt und Berlin sozialpädagogische Fanprojekte eingerichtet. Die Fanprojekte wurden unter dem Dach der Deutschen Sportjugend (als Teil des Deutschen Sportbunds) zusammengefasst und eine Koordinierungsstelle (KOS) gebildet. Ein einschneidendes Ereignis für die Forcierung eines Sicherheitskonzeptes war das Endspiel um den Europapokal der Landesmeister zwischen dem FC Liverpool und Juventus Turin 1985 im Brüssler Heysel-Stadion, bei dem in der Folge von Ausschreitungen 39 Menschen ums Leben kamen. Die Meinungen über die soziale Arbeit mit Fußballfans gingen aber zunächst sehr auseinander. Der DFB, der zu diesem Zeitpunkt noch Träger der Fußball-Bundesliga war, und die Vereine standen dem sehr kritisch und teilweise auch ablehnend gegenüber. Nach Auffassung des DFB war das Verhalten von Fußballfans ein gesellschaftliches Problem, das auch durch die Gesellschaft gelöst werden müsste. Dennoch bewegte sich auch in einigen Vereinen etwas. So wurden Fanbeauftragte eingesetzt, die vorwiegend selbst aus der Fanszene stammten und eine Art Interessenvertretung für die Belange der Fußballfans darstellten. Das Standing wie auch der tatsächliche Einfluss der Fanbeauftragen war aber je nach Verein sehr unterschiedlich und die Akzeptanz eher gering.
1991 beschloss die IMK die Einrichtung einer zentralen Stelle zur Vereinheitlichung der Bemühungen der jeweiligen Landesinformationsstellen Sporteinsätze (LIS). Da es in Nordrhein-Westfalen die meisten Bundesligavereine gibt, wurde die Zentrale Informationsstelle Sporteinsätze (ZIS) dort eingerichtet. Sie hat heute ihren Sitz in Duisburg. Ferner wurde im Abschlussbericht nach festgelegten Kriterien der Arbeitsgemeinschaft Sport und Sicherheit des Unterausschusses Führung, Einsatz und Kriminalitätsbekämpfung vom 23. Juli 1991 Fußballfans in drei Kategorien eingeteilt. In der Kategorie A sind Fußballfans ohne jede Gewaltbereitschaft eingeteilt. Kategorie B beschreibt den gewaltbereiten/-geneigten Störer. Die Kategorie C beschreibt den gewaltsuchenden Störer. 1992 wurde das Nationale Konzept Sport und Sicherheit verabschiedet und seitdem mehrfach fortgeschrieben. Durch die Veränderungen im Profifußball in Deutschland, insbesondere durch die Gründung der Deutschen Fußball Liga (DFL), veränderte sich auch die Zusammensetzung des NASS.

## Zusammensetzung des NASS
Der NASS setzt sich aus folgenden Institutionen zusammen:
- Ständigen Konferenz der Innenminister und -senatoren der Länder (IMK)
- Bundesministerium des Innern (BMI)
- Konferenz der Sportminister der Länder in der Bundesrepublik Deutschland (SMK)
- Bundesministerium für Familie, Senioren, Frauen und Jugend (BMFSFJ)
- Verkehrsministerkonferenz (VMK)
- Jugend- und Familienministerkonferenz (JFMK)
- Deutschen Fußball-Bund (DFB)
- Deutscher Städtetag
- Koordinierungsstelle der Fanprojekte (KOS)

Als Fachberater sind anlassbezogen oder dauerhaft beteiligt:
- Zentrale Informationsstelle Sporteinsätze (ZIS)
- Bundespolizei
- Deutsche Fußball Liga GmbH (DFL)
- Deutsche Bahn AG
- Verband Deutscher Verkehrsunternehmen
- Bundesarbeitsgemeinschaft der Fanprojekte (BAG Fanprojekte)

## Inhalt und Ziele

### Grundsätzliches und Entwicklung
Ziel des NKSS ist die Zusammenarbeit aller Beteiligten. Sowohl die Zusammensetzung der Institutionen in personeller Hinsicht wie auch einheitliche Stadionordnung, ein bundesweites Stadionverbot oder auch die Planung und Durchführung von Fanreisen sollen Gewalt und Verfehlungen im Rahmen von Sportveranstaltungen vermeiden. Neben der Zusammenarbeit fallen auf die einzelnen Institutionen verschiedene Aufgaben zu, die sie nach dem NKSS zu erfüllen haben. Im Laufe der Zeit, seit Einführung des NKSS hat sich die Lage durch neue Entwicklungen und Phänomene
gravierend verändert. Hooligans haben wesentlich an Bedeutung verloren. Im Mittelpunkt steht heute vor allem die sehr heterogene Szene der einzelnen, bis zu 1.000 Personen starken Ultragruppierungen. Weitere Veränderungen gab es auch durch die Ligastrukturreform 2008/09 und die damit verbundene starke Zunahme des Zuschauerinteresses. So besuchten alleine in der Saison 2010/11 fast 17,4 Millionen Zuschauer die Spiele der 1. und 2. Bundesliga. Durch diese erheblichen Veränderungen wurden Inhalte und Ziele des NKSS weiterentwickelt und fortgeschrieben. Es präsentierte sich als ein ganzheitliches Rahmenkonzept für die Sicherheitsarbeit aller Netzwerkpartner im Zusammenhang mit Sportveranstaltungen. Bereits im Mai 2010 wurde im Rahmen eines „Runden Tisches“ aus Anlass des 2. Kölner Sportrechtstages zum Thema „Sport und Gewalt“ ein neues bundesweites Konzept gegen Gewalt bei Fußballspielen beschlossen. An dem Runden Tisch nahmen Vertreter der Innen- und Sportministerkonferenz sowie des Deutschen Fußball-Bundes (DFB) und der Deutschen Fußball Liga (DFL) teil.

### Inhalt (Übersicht)
Inhaltlich war das Konzept von Anfang an nicht als ewig bestehendes Grundkonzept ausgelegt, sondern durch die Veränderungen bei Sportveranstaltungen stets einer Weiterentwicklung unterworfen. Dieses sind die inhaltlichen Eckpunkte mit Stand von 2012:
- Fanbetreuung im Rahmen von Sozialarbeit
- Stadionsicherheit
- Fanreiseverkehr
- Veranstaltungssicherheit
- Netzwerk Sicherheit
- Medien- und Öffentlichkeitsarbeit
- Forschung und Prävention
- Fortentwicklung

### Erreichte oder begonnene Maßnahmen
Nach eigenen Angaben ist im Laufe der letzten 20 Jahre (Stand 2012) viel zur Sicherheit durch Maßnahmen im Rahmen des NKSS getan worden. Dazu gehören der Bau moderner Stadien unter Berücksichtigung von hohen baulichen Sicherheitsmaßnahmen, die Professionalisierung im Bereich der Ordnungsdienste, die Betreuung von inzwischen 51 Fanszenen durch sozialpädagogische Fanprojekte, intensive und umfangreiche Präventionsarbeit, die Erteilung bundesweit wirksamer Stadionverbote für Gewalttäter, der Einsatz einer professionell arbeitenden Polizei und die gewachsene, enge Zusammenarbeit auf lokaler, nationaler und zunehmend auch internationaler Ebene.

## Verantwortungsträger und Arbeitsbereiche im Rahmen des NKSS
Neben den Vereinbarungen zur Zusammenarbeit der Beteiligten sind seit Einführung des NKSS eine Reihe von Aufgabengebieten und Positionen entstanden. Sowohl die Polizei der Länder und die Bundespolizei als auch die Verbände und Vereine haben ihre Zuständigkeiten und Aufgabengebiete ausgebaut und vernetzt.

### Szenekundige Beamte (SKB) – Fankundige Beamte der Bundespolizei (FKB)
Rund 180 Polizeibeamte sind als szenekundige Beamte (Offizieller Name: Szenekundige Beamtinnen und Beamte für Problemfans im Bereich Sport), kurz SKB, im Einsatz. Diese Position wurde in einigen Bundesländern bereits lange vor der Verabschiedung des ersten NKSS Anfang der 1980er Jahre eingerichtet. SKB sind speziell geschulte Beamte, die bereits präventiv versuchen, die aktiven Szenen, insbesondere Hooligans und Ultras, anzusprechen. Sie stehen der Polizeieinsatzleitung bei Heim- wie auch Auswärtsspielen zur Verfügung und arbeiten eng mit den Vereinen zusammen. So sind diese bei Sicherheitsbesprechungen zu sicherheitsrelevanten Spielen anwesend und tauschen sich regelmäßig mit den in den Vereinen Verantwortlichen aus und leisten direkte Aufklärungsarbeit bei Straftaten im Zusammenhang mit Fußballspielen. In einigen Bundesländern gibt es eigenständige Abteilungen für den Bereich Sport, in denen die Beamten ausschließlich in diesem Bereich arbeiten. Besonders in den unteren Ligen (3. Liga, Regionalliga) sind die Beamten nur zeitweise im Bereich Sport tätig und verrichten sonst einen normalen Polizeidienst. Analog zu den SKB der Landespolizei gibt es die fankundigen Beamten der Bundespolizei. Sie haben ähnliche Aufgaben wie die SKB, nur mit dem Unterschied, dass sie im Bereich des Verkehrs der Deutschen Bahn AG zuständig sind.

#### Kritik
Sowohl seitens der Polizei als auch unter den Fußballfans sind SKB zum Teil umstritten. Aus Sicht besonders von Ultragruppierungen ist der Begriff „szenekundig“ irreführend. Es werden zwar Daten von auffälligen Fans gesammelt und Straftaten verfolgt; doch aus ihrer Sicht werden die Fans von den SKB genauso wenig verstanden wie von anderen Beamten auch. Auch die Polizei selber sieht in einigen Fällen ihre Arbeit selbstkritisch. So ist immer wieder festzustellen, dass Ultras polizeifeindlich eingestellt sind. Während mit der Hooliganszene noch ein gegenseitiger respektvoller Umgang möglich ist, fehlt der Polizei Akzeptanz von Seiten der jüngeren Ultras. Viele Gruppierungen lehnen jede Kontaktaufnahme durch die Polizei gänzlich ab. Andere Beamte sprechen sogar offen von Korruption. So wurden Empfehlungen z. B. zum Verbot von Alkohol in den Stadien ausgesprochen, diese dann aber im Interesse des Vereins wieder zurückgenommen. Angeblich soll es dabei zu Schmiergeldzahlungen gekommen sein. Ferner wird behauptet, dass einige SKB der Szene zu nahe stehen und nicht den professionellen Abstand zu den kritischen Gruppierungen halten.

### SKB Team Deutschland
Zum Konföderationen-Pokal 2005 und zur Fußball-Weltmeisterschaft 2006 in Deutschland wurde ein speziell ausgewähltes Team von SKB eingesetzt. Nach der Fußball-Weltmeisterschaft 2006 stimmten die Polizeien der Länder und des Bundes in den Gremien der Innenministerkonferenz der Einrichtung eines neuen, feststehenden SKB-TEAM-Deutschland zu. Dieses Team besteht aus 14 Beamten aus ganz Deutschland. Ziel des Einsatzes des SKB-TEAM-Deutschland ist die Verhinderung anlassbezogener Ausschreitungen anlässlich von Fußballspielen der deutschen Nationalmannschaft im In- und Ausland durch Aufklärung, Beratung und Intervention. Der Einsatz erfolgt unter der Leitung der ZIS.

### Fanbeauftragte
Vereine der Bundesliga und 2. Bundesliga müssen die Stelle eines hauptamtlichen Fanbeauftragten in Vollzeit einrichten. Die Vereine der 3. Liga und der ab 2012 unter Trägerschaft der Landes- und Regionalverbände stehenden Regionalligen müssen die Position eines Fanbeauftragten einrichten, der möglichst hauptamtlich tätig sein sollte. Den Vereinen wurde aber aus Kostengründen die Einrichtung einer Teilzeitstelle oder eines Ehrenamtes eingeräumt.
Im ersten NKSS waren die Fanbeauftragten noch nicht Bestandteil des Konzeptes. Die eigentliche Fanarbeit beschränkte sich nach dem Konzept alleine auf die sozialpädagogische Arbeit der Fanprojekte. Erst in den Fortschreibungen wurde der Fanbeauftragte der Vereine fester Bestandteil des Konzepts. Seit 2010 wurde zwischen der Geschäftsleitung der DFL und dem Bundesinnenministerium die Schaffung von hauptamtlichen Fanbeauftragten verbindlich vereinbart. Die meisten Bundesligavereine hatten zu diesem Zeitpunkt solch eine Stelle aber bereits eingerichtet. Sie sind fester Bestandteil der Lizenzbedingungen der DFL sowie der 3. Liga und auch in den Spielberechtigungen der Regionalligen. Auch in einigen Vereinen der Oberligen gibt es ehrenamtliche Fanbeauftragte.
Im Gegensatz zu vielen anderen Aufgabenbereichen im Fußball entstand die Position des Fanbeauftragten aus der Fanszene heraus. Anfang der 1980er Jahre versuchten Fans der Bundesligavereine mit diesem eine Lobby für ihre Anliegen innerhalb des Vereins zu schaffen. In einigen Vereinen entstand allerdings zunächst heftiger Widerstand. Vielfach wurde die Position des Fanbeauftragten nach einem Abstieg aus Kostengründen wieder eingestellt. Selbst bei Vereinen, wo der Posten fest installiert war, bestand in den Anfangsjahren nur wenig Akzeptanz und bis in die 2000er Jahre blieben die Arbeit und die Aufgabenbereiche weitgehend in der Öffentlichkeit unbekannt. Durch die Vernetzung der Fanbeauftragten und durch die Verankerung des Berufes im NKSS wurde die Position aufgewertet. Die Aufgaben und Anforderungen stiegen damit ebenfalls.

#### Anforderungen und Aufgaben
Die Aufgaben der Fanbeauftragten wurde in der Empfehlung zur Betreuung von Fußballfans des DFB festgelegt. Im Gegensatz zu den Fanprojekten leisten die Fanbeauftragten keine pädagogische Arbeit und beschränken sich nicht auf Gruppierungen und einzelne Fans, die eine Risikorelevanz haben, sondern sind wichtigster Ansprechpartner für alle Anhänger der Klubs. Die Anforderungen sind im Laufe der letzten Jahre enorm gestiegen. Obwohl Fanbeauftragte keine jugend- oder sozialpädagogische Arbeit leisten, müssen sie Kenntnisse über den Ablauf gruppendynamischer Prozesse sowie über Möglichkeiten und Verfahren, Menschen positiv anzuleiten und zu lenken, besitzen. Grundkenntnisse in Psychologie und Soziologie sind nach den Empfehlungen des DFB wünschenswert. Wichtigste Anforderung ist aber, dass Fanbeauftragte umfangreiche Kenntnisse der Fanszene ihres Vereins (Personen, Strukturen, Verhalten und Interessen) haben. Fanbeauftragte sollen nicht Mitarbeiter der sozialpädagogischen Fanprojekte sein.
Die tatsächlichen Aufgaben der Fanbeauftragten stellen sich in den einzelnen Vereinen höchst unterschiedlich dar. Einheitlich sind diese aber in Bezug auf die Aufgabenstellung innerhalb des NKSS. So sind Fanbeauftragte Bindeglied zwischen Verein und Fans. In fanspezifischen Fachfragen hat der Fanbeauftragte ein Anhörungs- und Vortragsrecht. Auf der anderen Seite vertritt er die Politik und Entscheidungen des Vereins gegenüber den Fans.
Der zweite Aufgabenschwerpunkt im Rahmen des NKSS liegt im Bereich der Sicherheit und Prävention. Der Fanbeauftragte arbeitet eng mit dem Sicherheitsbeauftragten des Vereins und allen Netzwerkpartnern zusammen. Der Umfang der Anzahl der Partner richtet sich nach der Struktur und Auslegung innerhalb des Vereins. Generelle Partner sind die SKB der Polizei, FKB der Bundespolizei, der Ordnungsdienst im Stadion und die Fanprojekte. Darüber hinaus ist der Fanbeauftragte auch Ansprechpartner für den Stadioneigentümer (z. B. bei kommunaler Trägerschaft der Sportstätte), den Ordnungs- und Jugendämtern oder anderen sozialen oder kommunalen Einrichtungen.

### Fanprojekte
Fanprojekte sind eine besondere Form der Jugend- und Sozialarbeit. Sie sind unabhängige Einrichtungen der Jugendhilfe und mit den kommunalen Jugendhilfestrukturen vernetzt. Zielgruppe der Fanprojekte sind alle Fußballfans zwischen 14 und 27 Jahren unabhängig von Geschlecht und sozialer Schicht.

#### Im NKSS verankerte Ziele
- Selbstwertgefühl und Verantwortungsbewusstsein der jungen Fans werden gestärkt und die persönlichen Kompetenzen erweitert
- Netzwerkpartner, insbesondere die Fußballvereine, nehmen die fachkundige Beratung der Fanprojekte zielgerichtet in Anspruch
- Berechenbarkeit, klare Regeln und partnerschaftliche Kommunikation der Netzwerkpartner schaffen Vertrauen und Verhaltenssicherheit bei jungen Fans
- Junge Fans sind an den sie betreffenden Entscheidungen beteiligt
- Gewaltfreie Konfliktlösungen im Kontext Fußball werden entwickelt; der Entstehung von Aggression und Gewalt wird konsequent entgegengewirkt
- Demokratische und humanitäre Prinzipien und Werte sowie rechtliche Normen werden von den jungen Fans akzeptiert; extremistische Orientierungen, Vorurteile und Feindbilder werden abgebaut; junge Fans engagieren sich gegen jegliche Form der Diskriminierung, insbesondere Rassismus, Sexismus, Homophobie und Antisemitismus
- Weibliche und männliche Fans sind gleichgestellt und gleichberechtigt
- Junge Fans leben gesund; die Rahmenbedingungen im Kontext Fußball fördern einen gesunden Lebensstil

### Sicherheitsbeauftragte
Sicherheitsbeauftragte sind für die Durchführung der Sicherheitsmaßnahmen im Sinne der Verkehrssicherheitspflicht (§ 823 BGB) und der Bestimmungen über die Garantenstellung (§ 13 StGB) verantwortlich. Ihre Aufgaben werden in § 18 der Richtlinien zur Verbesserung der Sicherheit bei Bundesspielen definiert. Wie die Fanbeauftragten sind die Sicherheitsbeauftragten der 1. und 2. Bundesliga hauptamtlich einzustellen. In der dritten und vierten Spielklasse ist eine hauptamtliche Stelle erwünscht, ehrenamtliche Stellen sind aber zulässig. Der Sicherheitsbeauftragte arbeitet eng mit der Hauptabteilung Prävention und Sicherheit des DFB zusammen. Der Aufgabenbereich unterteilt sich in anlassabhängige Aufgaben und veranstaltungsunabhängige Aufgaben. Die anlassabhängigen Aufgaben beziehen sich auf den Spieltag selber. Hier ist der Sicherheitsbeauftragte für die An- und Abreise der Schiedsrichter und Mannschaften, erwartete Zuschauer, bisherigen Kartenvorverkauf, Rahmenveranstaltungen, Sicherheitsbewertung, besondere Gefahrenmomente, erforderliche Gegenmaßnahmen, geplanten Ordnungsdienst-Einsatz und u. ä. verantwortlich. Zu den veranstaltungsunabhängigen Aufgaben gehören die Erfassung, Auswertung außergewöhnlicher sicherheitsrelevanter vereinsseitiger und -fremder Ereignisse vor, während und nach Bundesspielen. Ferner ist der Sicherheitsbeauftragte zur Mitwirkung bei baulichen Maßnahmen an der Sportstätte angehalten, sofern diese sicherheitsrelevant sind, wie z. B. technische Überwachungsanlagen, Zäune und ähnliches. Der Sicherheitsbeauftragte ist mit allen Behörden, Feuerwehr, Polizei und Ordnungsdienst im Kontakt. Diese Position sollte nicht multifunktional wahrgenommen werden. So sollte der Sicherheitsbeauftragte nicht gleichzeitig auch Organisations- bzw. Veranstaltungsleiter sein oder andere Aufgaben übernehmen. Die Vereine sind in den Empfehlungen angehalten, sich um Sicherheitsaufgaben mehr zu kümmern (siehe hierzu auch Abschnitt Kontroversen und Kritik).

## Maßnahmen
Das NKSS enthält eine Reihe von Maßnahmen zur Verbesserung der Sicherheit bei Sportveranstaltungen. Schwerpunkt dieser Maßnahmen ist die Prävention. Diese erstrecken sich von der technischen Umsetzung in den Sportstätten und personellen Umsetzungen bis hin zu Maßnahmen im Rahmen der Medien- und Öffentlichkeitsarbeit sowie aktiven Maßnahmen bei den Fans, wie z. B. der Verhängung von Stadionverboten. Um eine genaue, möglichst einheitliche Umsetzung zu gewährleisten, sind diese Maßnahmen in diversen Richtlinien und Empfehlungen festgelegt und im NKSS im Bereich Veranstaltungssicherheit zusammengefasst.

### Sportstätten
Die Sportstätten unterliegen den Richtlinien zur Verbesserung der Sicherheit bei Bundesspielen. Bis zur Saison 2011/12 galten diese einheitlich, bzw. den Anforderungen an Größe und Ligazugehörigkeit angepasst, für die 1. Bundesliga bis zur Regionalliga (4. Liga). Ab der Saison 2012/13 geht die Trägerschaft der Regionalligen an die Landes- und Regionalverbände über, und diese haben nicht mehr den Status von Bundesspielen. Die Richtlinien gelten entsprechend den Anforderungen der jeweiligen Vereine in Bezug auf Stadiongröße, Anzahl der Anhängerschaft bzw. der durchschnittlichen Besucher der Spiele und den örtlichen Gegebenheiten. Die genauen Anforderungen, die nicht unbedingter anwendbarer Bestandteil der Richtlinien bleiben, werden durch den Trägerverband bestimmt. Hierdurch soll auch kleineren Vereinen die Teilnahme an der Regionalliga ermöglicht werden und die Anforderungen an die tatsächlichen Begebenheiten angepasst werden können. Durch die unterschiedliche Trägerschaft der Regionalligen können sich hier auch unterschiedliche Anforderungen ergeben. Einheitlich bleiben aber die Mindestanforderungen der Sportstätten.
Grundsätzlich gelten die Richtlinien nur für Bundesspiele und greifen nur so weit, wie keine weiterreichenden Vorschriften gültig sind, wie z. B. Bestimmungen und Vorschriften der UEFA oder der FIFA bei internationalen Begegnungen oder, wenn ein Stadion kommunales Eigentum ist, die dort geltenden öffentlich-rechtlichen Bestimmungen.

#### Stadionordnung
Die Stadionordnung soll laut NKSS einheitlich für alle Stadien der jeweiligen Liga gelten. In der Praxis gibt es aber in Detailfragen immer noch Unterschiede. Dies hängt zum großen Teil auch damit zusammen, dass Bestimmungen der Bundesländer in den Versammlungsstättenverordnungen, bautechnischen Vorschriften oder unterschiedlichen Brandschutz- und anderen Vorschriften zur Gefahrenvermeidung gelten. Auch spielt die Sicherheitsrelevanz der Fanszene des jeweiligen Vereins oder auch das Risikopotential je nach Begegnung eine große Rolle. Dennoch wird im NKSS eine Musterstadionordnung festgelegt, um den Fans durch möglichst einheitliche Regelungen deren Einhaltung zu erleichtern.

#### Bauliche Maßnahmen
Im Laufe der Jahre seit Einführung der Bundesliga haben sich die baulichen Mindestanforderungen an die Sportstätten wesentlich verändert. In den Richtlinien sind heute nicht nur die notwendigen technischen Ausstattungen im Stadion festgelegt, sondern auch die äußeren Bedingungen um das Stadion sowie Anfahrtswege und Anbindungen an den öffentlichen Personenverkehr. Alle Stadien müssen so angelegt sein, dass sie sowohl eine äußere als auch innere Umfriedung haben. Heim- und Gästefans müssen getrennt voneinander das Stadion betreten können. Personen, die einer besonderen Gefährdung unterliegen, sind durch bauliche Maßnahmen zu schützen (z. B. Spieler, Schiedsrichter usw.). Des Weiteren sind in den Vorschriften eine Reihe von Maßnahmen enthalten, die zur Sicherheit beitragen sollen. So werden Anforderungen an Rettungswege, die Möglichkeit polizeilicher Maßnahmen, Räumlichkeiten für den Ordnungsdienst, Stadionsprecher und technische wie mediale Anforderungen definiert.

### Stadionverbot
Stadionverbote sind eine präventive Maßnahme, um Fans, die gegen die Stadionordnung verstoßen oder eine Straftat in Zusammenhang mit Fußballveranstaltungen begehen, von Fußballveranstaltungen fernhalten zu können. Die Umsetzung wird dabei durch die „Richtlinien zur einheitlichen Behandlung von Stadionverboten“ des DFB geregelt. Die Höchstdauer beträgt demnach aktuell drei Jahre.
Je nach Vergehen gibt es sowohl örtliche als auch überörtliche (sogenannte bundesweite bzw. – in der Regionalliga – landesweite) Betretungsverbote aller Wettkampfstätten (Bundesliga bis Regionalliga und vergleichbare Veranstaltungen wie DFB-Pokal u. a.). Die Stadionverbotspraxis vor allem als präventive Maßnahme wird von verschiedenen Fangruppierungen stark kritisiert, unter anderem da keine rechtskräftige Verurteilung zugrunde liegen muss.

## Weiterführende Projekte
In einigen Bundesländern wie auch bei einigen Vereinen, Verbänden und Gruppen gibt es weiterführende Maßnahmen, die zum Teil auch als Pilotprojekte fungieren und in Zukunft je nach Erfahrung in das NKSS einfließen sollen. Forschung, Prävention und Fortentwicklung sind ausdrücklicher Bestandteil des NKSS. Aktuell sieht der NASS Handlungsbedarf in der Forschung zum Phänomen der Ultras. Der jetzige Forschungsstand gilt als veraltet. Es wird deshalb als erforderlich gesehen, empirische Untersuchungen der Ultragruppierungen in Deutschland durchzuführen.
In Nordrhein-Westfalen wurde von Innenminister Jäger ein 10-Punkte-Plan ins Leben gerufen. Unter anderem sieht dieser einen Dialog nicht nur innerhalb der höchsten Entscheidungsträger, sondern auch an der Basis vor. So kam es am 13. Oktober 2011 zum Lev-Dialog, benannt nach dem Austragungsort, der BayArena in Leverkusen. Hier trafen Fanbeauftragte, Fanprojekte der vier höchsten Ligen aus Nordrhein-Westfalen auf Beamte der Bundespolizei, der ZIS, Einsatzleiter und SKB der Landespolizei NRW. Alle Anwesenden konnten sich schnell darauf verständigen, dass nur gut ausgebaute Kommunikationsstrukturen eine realistische und zweckdienliche Einschätzung von Risikopotentialen ermöglichen. Auch an anderer Stelle wird eine verbesserte Kommunikation weiter angemahnt. So bei einem Expertengipfel im Januar 2011 mit über 300 Teilnehmern von DFB, DFL, BAFF, KOS, GdP und weiteren Vertretern von Polizei und Sport. Beide Seiten waren sich auch einig, dass es einheitliche Einsatzvorgaben für die Polizei geben muss.

## Kontroversen und Kritik
Seit Einführung des NKSS gab es sowohl innerhalb des NASS als auch von außen Kritik an der Umsetzung wie auch an Inhalten des Konzeptes. Kontroversen bestehen dabei vor allem zu den Themen bundesweite Stadionverbote, Alkohol in Fußballstadien und Nutzung pyrotechnischer Gegenstände sowie zur Forderung nach reinen Sitzplatzstadien nach internationalem Vorbild.

### Beteiligte Institutionen
- Koordinierungsstelle der Fanprojekte (KOS)
- Bundesarbeitsgemeinschaft der Fanprojekte (BAG)
- Zentrale Informationsstelle Sporteinsätze (ZIS)